# Conségudes
Conségudes (Conseguda in italiano desueto e occitano) è un comune francese di 83 abitanti situato nel dipartimento delle Alpi Marittime della regione della Provenza-Alpi-Costa Azzurra.

## Società

### Evoluzione demografica
Abitanti censiti